# Gelora-Bung-Tomo-Stadion
Das Gelora-Bung-Tomo-Stadion (indonesisch Stadion Gelora Bung Tomo) ist ein Fußballstadion mit Leichtathletikanlage in der indonesischen Großstadt Surabaya. Es ist die Heimstätte von Persebaya Surabaya und fasst maximal 50.000 Zuschauer. Benannt ist es nach Bung Tomo, einem indonesischen Unabhängigkeitskämpfer und Nationalhelden.

## Geschichte

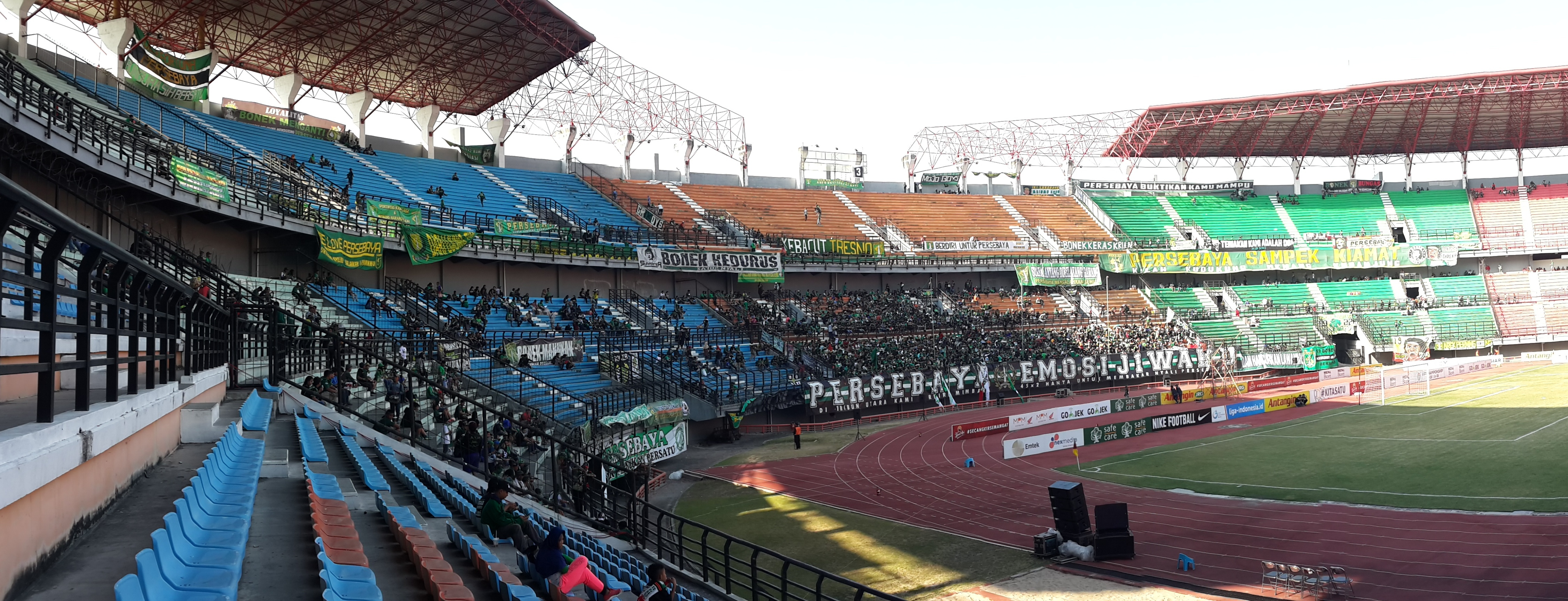
Tribüne vor der Renovierung 2020

Nachdem das Gelora 10 November-Stadion in Surabaya zu klein für den ansässigen Fußballverein Persebaya wurde, plante die Stadt Surabaya ein neues und größeres Stadion. Der erste Spatenstich erfolgte am 1. Januar 2008 und die Baukosten beliefen sich auf ca. 500 Milliarden indonesische Rupiah. Eröffnet wurde das Stadion am 11. August 2010 vom damaligen Präsidenten Indonesiens Susilo Bambang Yudhoyono. Der Umzug des Clubs Persebaya in das neue Stadion erfolgte im gleichen Jahr. Das erste Länderspiel der indonesischen Nationalmannschaft im Gelora-Bung-Tomo-Stadion fand am 15. September 2012 gegen Vietnam (0-0) statt. Im Oktober 2019 stürmten nach einer Niederlage Fans des Persebaya auf das Spielfeld und zerstörten Teile des Stadions. Unter anderem setzten sie einen Torpfosten in Brand. Im August 2020 begannen, nachdem das Stadion endgültig für die U-20-Fußball-Weltmeisterschaft 2021 in Indonesien ausgewählt wurde, Renovierungsarbeiten und die Ausstattung mit Sitzschalen.

## Nutzung
Das Stadion ist Teil des Surabaya Sports Centers, ein Sportkomplex der neben dem Stadion noch aus einer Sporthalle (Bung Tomo Sports Center), einer Autorennbahn (Sirkuit Gelora Bung Tomo) und einer Moschee (Masjid Gelora Bung Tomo) besteht. Das Stadion dient auch als Konzertfläche für nationale und internationale Musiker und Bands, unter anderem traten dort Bunga Citra Lestari, Maudy Ayunda, Aaron Kwok und Zhuang Xue Zhong auf.

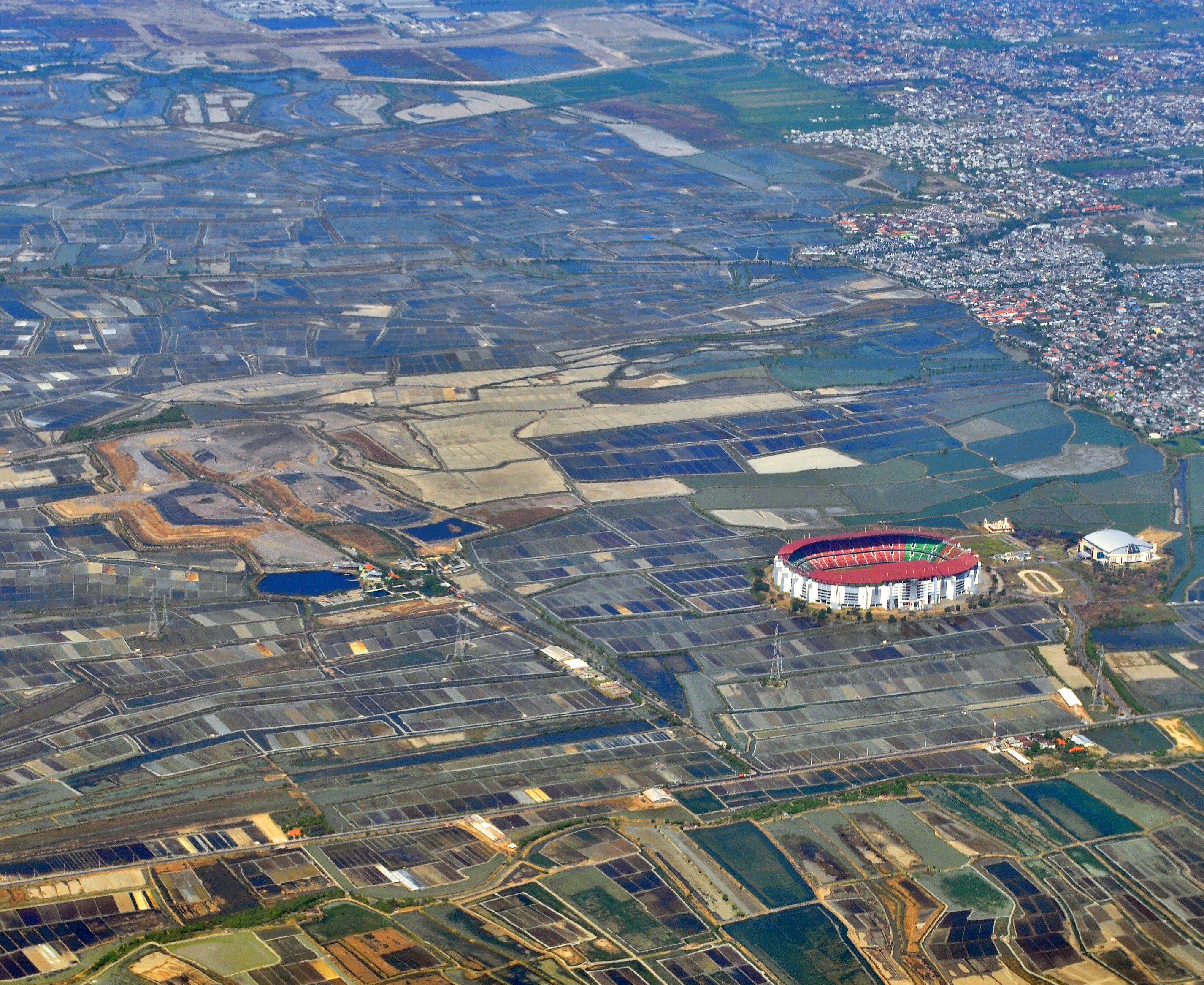
Surabaya Sports Center aus der Luft

## U-20-Fußball-Weltmeisterschaft 2021
Das Gelora-Bung-Tomo-Stadion wurde vom indonesischen Fußballverband PSSI auf die Liste der zehn Stadien gesetzt, die als Spielstätte für die U-20-Weltmeisterschaft 2021 dienen können. Die endgültige Entscheidung der sechs Austragungsorte sollte im März stattfinden, musste aber aufgrund der COVID-19-Pandemie schon zum zweiten Mal verschoben werden. Am 26. Juni 2020 wurde dann die endgültige Entscheidung getroffen und das Gelora-Bung-Tomo-Stadion wurde als einer der sechs Spielorte für das Turnier offiziell bestätigt. Im Dezember sagte die FIFA die U-20-Weltmeisterschaft ab, bestimmte Indonesien aber zum Gastgeber für 2023.

## Lage und Verkehrsanbindung
Das Stadion liegt westlich von Surabaya am Stadtrand und ist umgeben von Reisfeldern. Der nächste Bahnhof liegt im ca. drei Kilometer entfernten Benowo. Aufgrund der schlechten Anbindung mit öffentlichen Verkehrsmitteln kommt es regelmäßig zu riesigen Staus vor und nach den Spielen.